# Lousy Carter
Lousy Carter es una película de comedia estadounidense de 2023 escrita, dirigida y producida por Bob Byington y protagonizada por David Krumholtz en el papel principal.

## Sinopsis
Lousy Carter (Krumholtz) fue un animador aclamado cuando era joven, pero se ha adaptado a su vida de mediana edad como un mediocre profesor universitario de literatura con una personalidad cascarrabias. Al visitar al médico, se entera de que solo le quedan seis meses de vida debido a una enfermedad terminal. En lugar de intentar cambiar su vida, no le cuenta a nadie sobre su diagnóstico y simplemente continúa con su vida normal y sus relaciones fallidas.

## Reparto
- David Krumholtz como Lousy  Carter
- Martin Starr como Kaminsky
- Olivia Thirlby como Candela
- Jocelyn DeBoer como Olivia Kaminsky
- Trieste Kelly Dunn como hermana
- Stephen Root como analista
- Macon Blair como Dick Anthony
- Luxy Banner como Gail

## Producción
Jay Duplass originalmente iba a protagonizar la película, pero abandonó y fue reemplazado por David Krumholtz. La película se rodó en 15 días en diciembre de 2021, principalmente en el Baker Center en Austin, Texas.

## Estreno
Después de su estreno en el 76.º Festival de Cine de Locarno, la película fue adquirida por Magnolia Pictures para su distribución nacional. La película se estrenó en Estados Unidos el 29 de marzo de 2024.